# Басна
Басна (лат. apologus) је кратка прича у прози или стиховима у којој главну улогу имају животиње (понекад биљке и неживе ствари), приказане са људским особинама; говором, карактерним особинама, склоностима, тежњама и сл, тако да се алегорички цртају односи међу људима, изругују људске слабости и мане и дају моралне поуке.

## Историја
У античко доба, као творац басни наводи се Езоп (или Есоп). Најстарија белешка о њему је она коју је писао Херодот. Он наводи да је Езоп био роб Јадмона Самљанина који је живео у време цара Амасиса, око средине 6. века. Херодот наводи и то да су Есопа убили Делфљани, али не наводи и разлог. Међутим, постоје каснија предања која кажу да су га убили или због тога што их је Езоп критиковао због њиховог хедонизма или зато што их је проклео јер им се нису допале његове басне. Историјски подаци не говоре ништа о Езоповом пореклу, као ни о његовој младости и породици. Сматра се да јесте био роб, а о самом животу Езопа створена је легенда. У њој је представљен као кржљав и гурав човек, али веома интелектуалан, чак мудрији од филозофа тог доба. Такође, представљен је као довитљив човек из народа који је бранилац потлачених. Своје басне је причао прозним начином. Животиње у његовој басни су представници различитих сталежа тадашњег друштва, али и типова људи; на пример рода је представљала побожне људе, жаба хвалисавце, а лав тиране. У Атини, басне су биле веома добро прихваћене јер су биле применљиве како у школи због свог едукативног карактера, тако и у политичком животу. Дакле, причане су и тумачене у школама, састанцима и на позорници. Због потврђеног едукативног значаја у школама, басне су прихватиле и друге земље.
У римској књижевности басна се појављивала најпре појединачно, да би Федар из Пијерије први објавио систематизовану збирку на латинском језику. Пред крај старог века су имале велику популарност, а у доба Византије су биле веома значајно средство за образовање и васпитање, како у школи, тако и у кући. У школама су уз басне изучаване граматика и реторика. О популарности Есопових басни сведоче и сачуване парафразе из византијског периода, а и то да су од 16. века превођене и на народни језик. Због свега тога, а и због популарности легенда о Есопу, басну су прихватили и источни и западни народи.
У Немачкој се басне појављују крајем 16. века када их је преводио Шанховел. Мартин Лутер је такође превео неколико Есопових басни 1530. године. У Француској, басне је преводио, али и писао Ла Фонтен у 17. веку. У својим баснама Ла Фонтен исмејава како аристократију, тако и буржоазију. Сматра се да је својим баснама верније осликао друштвене прилике у Француској тог доба него већина његових савременика. Ипак, краљ Луј XIV остао је хладан према његовом раду. На Ла Фонтена се угледао И. А. Крилов у Русији и кроз своје басне дао је сатирично виђење прилика у тој земљи.
У Србију је басна допрла или директно преко Хелена, јер су у 18. веку по већим местима постојале грчке школе, или преко других народа. Басне је познавао и Доситеј Обрадовић који их је између осталог, читао у манастиру Хопово у оквиру рукописног зборника јеромонаха Спиридона Јовановића.

### Европа
Басне су имале дугу традицију кроз средњи век и постале део европског литерарног врхунца. Током 17. века, француски баснописац Жан де Лафонтен (1621–1695) је видео суштину басне у њеној поруци - правилу понашања. Полазећи од Езоповог обрасца, Лафонтен је кренуо да сатирише двор, цркву, буржоазију у успону, и целу људску сцену свога времена. Лафонтенов модел је касније емулирао Енглез Џон Геј (1685–1732), пољак Игнаци Красицки (1735–1801), италијани Лоренцо Пигноти (1739–1812) и Ђиовани Герардо де Роси (1754–1827), србин Доситеј Обрадовић (1739–1811), Шпанци Феликс Марија де Саманиего (1745–1801) и Томас Ириарт (1750–1791), Француз Жан-Пјер Кларис де Флоријан (1755–94), и рус Иван Крилов (1769) –1844).

## Пример басне
Једна од најпознатијих је када је гладна лисица опазила грожђе, међутим пошто је било сувише високо, није могла да допре до њега. Због тога је одустала, али је рекла себи како је грожђе ионако кисело. Термин „кисело грожђе“ се задржао у народу, а симболише циљ који особа због сопствене слабости не може да постигне, па се прави као да га није ни желела. То је и наравоученије које се пише уз готово све басне.